# Sejad Salihović
Sejad Salihović (Zvornik, 1984. október 8. –) bosnyák válogatott labdarúgó, középpályás.

## Fordítás
Ez a szócikk részben vagy egészben  a   Sejad Salihović című angol Wikipédia-szócikk fordításán alapul.  Az eredeti cikk szerkesztőit annak laptörténete sorolja fel. Ez a jelzés csupán a megfogalmazás eredetét és a szerzői jogokat jelzi, nem szolgál a cikkben szereplő információk forrásmegjelöléseként.